# Tommy Ramone
Thomas Erdelyi (nascido Tamás Erdélyi; Budapeste, 29 de janeiro de 1949 – Nova Iorque, 11 de julho de 2014), mais conhecido como Tommy Ramone, foi um produtor musical, músico e compositor húngaro-americano. Ele foi baterista da influente banda de punk rock Ramones pelos primeiros quatro anos de sua existência e foi o último integrante da formação original da banda a morrer. Depois de deixar de ser o baterista da banda, foi substituído por Marky Ramone e se tornou produtor dos álbuns da banda.
Foi casado com Claudia Tienan.

## Doença e morte
Tommy morreu em sua casa em Ridgewood, Queens, Nova Iorque, em 11 de julho de 2014, aos 65 anos. Ele recebeu cuidados paliativos após o tratamento sem sucesso para câncer do ducto biliar.

## Discografia

### Discografia com Ramones
- Ramones (1976)
- Leave Home (1977)
- Rocket to Russia (1977)
- Road to Ruin (1978, como produtor)
- It's Alive (1979)
- Too Tough to Die (1984,como produtor)
- NYC 1978 (2003)

### Discografia com Uncle Monk
- Uncle Monk (2006)